# جابه‌جایی بزرگ جانوری در قاره آمریکا

نمونه‌هایی از گونه‌های مهاجر در دو سوی قاره آمریکا. نمونه‌های به رنگ سبز زیتونی نمایانگر گونه‌های شمالی‌ای هستند که دارای نیاکانی در جنوب بوده‌اند؛ نمونه‌های آبی نمایانگر آن‌هایی که از آمریکای شمالی ریشه گرفته‌اند.

جابه‌جایی بزرگ جانوری در قاره آمریکا (به انگلیسی: Great American Interchange)
به روندی گفته می‌شود مربوط به دوران پالئوسن که در آن با خشک شدن دریای جداکنندهٔ دو قارهی آمریکای شمالی از جنوبی و برآمدن باریکه پاناما به دلیل فعالیت‌های آتشفشانی، زیاگان ساکن در این دو قاره توانستند به سوی خشکی ایجادشده بروند. این تبادل گونه‌ای در نزدیک ۳ میلیون سال پیش در پلیوسن پسین به اوج خود رسید و هجوم جانوران و گوشتخوارسانان نیمکره شمالی به نیمکره جنوبی باعث انقراض تعداد زیادی از جانوران آمریکای جنوبی شد.
دو قاره آمریکای جنوبی و شمالی برای نزدیک به ۲۰۰ میلیون سال از هم جدا بودند. با پیوستن این دو قاره به هم، جانوران زیادی از جمله پستانداران، خزندگان، دوزیستان، بندپایان، پرندگان سخت‌پرواز یا ناپر، و حتی ماهیان آب شیرین دو سوی خشکی به طرف مقابل مهاجرت کردند. در این میان، جانوران آمریکای شمالی بر جنوبی پیروزی یافتند و جای آنان را در بسیاری مناطق این قاره گرفتند. تعداد اندکی از جانوران بومی آمریکای جنوبی توانستند جای پایی برای خود در بخش شمالی بیابند. از آن جمله آرمادیلو، صاریغ ویرجینیا، خفاش خون‌آشام، تشی، شیر کوهی، و شاه کرکس هستند.